# 仑伽勒
玛努恩伽勒（Manungal）或简称仑伽勒（Nungal）是一位受苏美尔、巴比伦和阿卡德人崇拜的冥界女神。她是比尔杜（Birdu）神的配偶。她的头衔是“埃库尔的女王”，掌握着“生命之碑”并对恶人进行判决。